# Középiskolai baseball Japánban

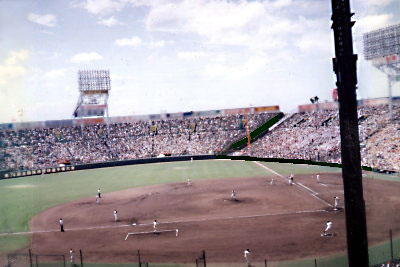
A Kósien stadion az 1992-es Kósienen

Japánban a Kósien (甲子園) általában a kétéves rendszerességű baseballbajnokságra utal, melyen az ország középiskolás csapatai vesznek részt, hogy a döntőben a nisinomijai Kósien stadionban több ezer ember előtt mérettessék össze tudásukat. A két bajnokságot a Japán középiskolai baseballszövetség szervezi, tavasszal a Mainichi Shimbunnal, nyáron az Asahi Shimbunnal együttműködve.
Ezek az országos versenyek az amerikai NCAA March Madnesshez hasonlóan, széles körű, a profi baseballal megegyező vagy akár azt meg is haladó népszerűséget élveznek. A kvalifikációs mérkőzéseket rendszerint helyileg közvetítik, azonban a Kósien utolsó meccsét az NHK országszerte sugározza. A versenyek nemzeti hagyománnyá váltak.
A bajnokság legjobb játékosai rendszerint kisebb hírességekké válnak. A Kósien a játékosok szemében profi szinthez vezető kapu. A japán középiskolák toborzási tevékenysége miatt a kiemelkedő tehetségek gyakran erősebb, a döntőig eljutó csapatokban szerepelnek. Számos későbbi profi baseballjátékos, így például Bandó Eidzsi, Ó Szadaharu, Óta Kódzsi, Egava Szuguru, Kuvata Maszumi, Kijohara Kazuhiro, Macui Hideki, Macuzaka Daiszuke, Yu Darvish vagy Tanaka Maszahiro tette le a névjegyét a Kósienen.